# Wyścig kosmiczny
Wyścig kosmiczny – współzawodnictwo Stanów Zjednoczonych i ZSRR w eksploracji kosmosu, w przybliżeniu obejmujące okres 1957–1975. Obejmował wysiłki zmierzające do eksploracji przestrzeni kosmicznej przez sztuczne satelity, umieszczenia w niej człowieka oraz jego lądowania na powierzchni Księżyca.
Pomimo że jego korzenie leżą we wczesnej technologii rakietowej i międzynarodowych napięciach powstałych po II wojnie światowej, wyścig kosmiczny faktycznie rozpoczął się po sowieckim wystrzeleniu Sputnika 1 w dniu 4 października 1957 roku. Określenie to jest analogiczne do wyścigu zbrojeń. Ze względu na możliwość zastosowania militarnego oraz wzrost morale społecznych wyścig kosmiczny stał się ważnym aspektem kulturowej, technologicznej i ideologicznej rywalizacji pomiędzy oboma mocarstwami w czasie zimnej wojny.

## Podłoże wyścigu kosmicznego

### Niemiecki udział
W połowie lat 20. XX wieku niemieccy naukowcy prowadzili eksperymenty z rakietami na paliwo ciekłe, zdolnymi osiągać relatywnie duże wysokości i odległości. W 1932 Reichswehra, poprzednik Wehrmachtu, zainteresowała się możliwością użycia pocisków rakietowych do dalekosiężnego ostrzału artyleryjskiego. W czasie II wojny światowej broń ta była używana przez III Rzeszę. Istotną rolę w tych pracach odegrał Wernher von Braun, który swoje konstrukcje opierał na rozwiązaniach z badań Roberta Goddarda, wnikliwie je analizując i usprawniając.
Niemiecka rakieta pionowego startu A-4, wystrzelona w 1942 roku była pierwszym pociskiem zdolnym osiągnąć przestrzeń kosmiczną. W 1943 roku Niemcy rozpoczęły masową produkcję następcy, rakiety V2 o zasięgu 300 kilometrów, zdolnej do przenoszenia głowicy bojowej o masie 1000 kg. Wehrmacht wystrzelił 3225 rakiet V2 na tereny aliantów powodując śmierć 12685 osób i zniszczenie 33700 budynków. Produkcja ich okazała się jednak bardziej zabójcza niż same ataki przeprowadzone z ich użyciem – liczba zgonów wśród robotników przymusowych z obozu Mittelbau-Dora zajmujących się ich wytwarzaniem była większa niż w wyniku ostrzału miast wroga.
Wraz ze zbliżaniem się końca II wojny światowej, Stany Zjednoczone, Wielka Brytania oraz Związek Radziecki dążyły do przejęcia technologii i personelu przebywającego w Peenemünde. Największy sukces odniosło USA, przerzucając wielu niemieckich specjalistów rakietowych – ci, którzy należeli do NSDAP przedostali się w ramach operacji Paperclip. Amerykańscy naukowcy przede wszystkim zaadaptowali niemieckie rakiety przeciwko wrogim nacjom. Powojenni naukowcy, włączając w to von Brauna, skupili się na badaniu warunków na dużych wysokościach m.in. temperatury, ciśnienia atmosferycznego czy promieniowania kosmicznego.

### Korzenie w zimnej wojnie
Po II wojnie światowej, Stany Zjednoczone i Związek Radziecki rozpoczęły rozwijać technologie kosmiczne w celu wykorzystania ich dla celów militarnych, np. wywiadowczych, a także dla celów propagandowych związanych z epoką zimnej wojny. Eksploracja kosmosu i technologia satelitarna mogła pomóc w tych dziedzinach. Odpowiednio wyposażone satelity mogły prowadzić nasłuch nad dowolnym terytorium i być symbolem propagandowym potencjału naukowego i militarnego państwa.
Te same rakiety które były w stanie wynieść człowieka w kosmos albo trafić w określony punkt na powierzchni Księżyca mogły również posłużyć do ataku nuklearnego na wybrane miasto wroga.
Wiele technologii opracowanych do podróży w kosmos mogło mieć zastosowanie w konstrukcji m.in. międzykontynentalnych pociskach balistycznych. Wraz z innymi aspektami wyścigu zbrojeń, postęp w technologii kosmicznej stał się wskaźnikiem potencjału technicznego i ekonomicznego, demonstrującego wyższość ideologii danego państwa. Badania kosmiczne miały więc podwójną przyczynę: mogły być zarówno wykorzystywane w celach pokojowych, jak również do osiągnięcia określonych celów militarnych.

## Sztuczne satelity

### Sputnik

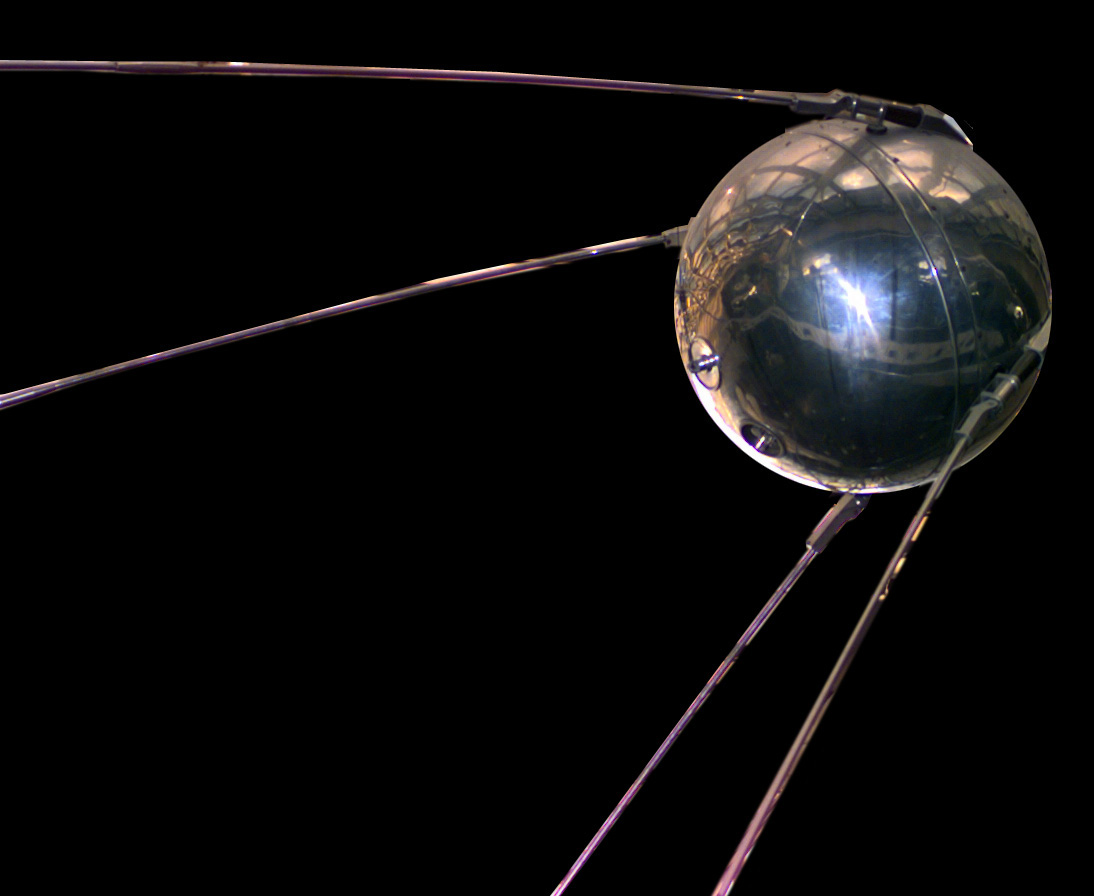
Sputnik 1 o masie 80 kg miał wymiary dużej piłki plażowej. Pozostawał na orbicie okołoziemskiej przez ponad dwa miesiące.

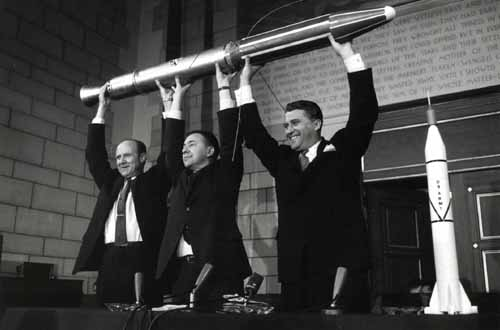
Model Explorera 1 na konferencji NASA.

4 października 1957 roku Związek Radziecki wystrzelił Sputnika 1, pierwszego sztucznego satelitę Ziemi, rozpoczynając tym samym wyścig kosmiczny. W wyniku konsekwencji militarnych i ekonomicznych tego wydarzenia, wywołał on strach i wzmożoną debatę polityczną w Stanach Zjednoczonych, rezultatem której było uchwalenie przez administrację Eisenhowera szeregu nowych inicjatyw, w tym powołanie NASA. W ZSRR natomiast wystrzelenie Sputnika było postrzegane jako ważny znak potencjału naukowego i inżynieryjnego narodu radzieckiego.
W ZSRR, kraju podnoszącym się po wyniszczającej wojnie, wyniesienie Sputnika na orbitę oraz program eksploracji kosmosu spotkał się z szerokim zainteresowaniem ze strony opinii publicznej. Dla mieszkańców Związku Radzieckiego wydarzenie to było dowodem na potęgę techniczną kraju w nowej powojennej erze.
Przed wystrzeleniem Sputnika w świadomości przeciętnego Amerykanina pokutowało przekonanie o dominacji USA we wszystkich dziedzinach technicznych. Odpowiedzią na wyniesienie radzieckiego satelity na orbitę było przedłożenie ogromnych środków przez Stany Zjednoczone na odzyskanie dawnego statusu, włączając w to m.in. reformy programów nauczania. W przeciągu niecałego roku Kongres Stanów Zjednoczonych zatwierdził National Defense Education Act – najbardziej dalekosiężną, finansowaną ze środków federalnych inicjatywę edukacyjną w historii narodu amerykańskiego. Koszty tego projektu wynosiły przeszło 1 mld dolarów i były przeznaczone na reformy w szkolnictwie, włączając w to tworzenie nowych szkół, uruchomienie systemu stypendiów i pożyczek dla studentów tak aby zachęcić zdolnych uczniów do podejmowania nauki na wyższych uczelniach oraz finansowanie innych programów.
Niemal cztery miesiące po Sputniku Stany Zjednoczone wystrzeliły swojego pierwszego satelitę o nazwie Explorer 1. Zanim to jednak nastąpiło, doszło do kilku kłopotliwych porażek na Przylądku Canaveral.
Pierwsze satelity zostały użyte w celach naukowych. Sputnik pomógł w ustaleniu gęstości wyższych warstw atmosfery, a dane zgromadzone przez Explorera 1 doprowadziły do odkrycia pasów Van Allena przez Jamesa Van Allena.

### Komunikacja satelitarna
Pierwszy amerykański satelita telekomunikacyjny, SCORE, wystrzelony 18 grudnia 1958 roku, dokonał transmisji życzeń noworocznych prezydenta Dwighta D. Eisenhowera dla świata. Wśród innych znaczących przykładów komunikacji satelitarnej zainicjowanej przez wyścig kosmiczny znajdują się:
1962: Telstar 1: pierwszy „aktywny” satelita telekomunikacyjny
1972: Anik A1: pierwszy rodzimy satelita telekomunikacyjny (Kanada)
1974: Westar: pierwszy amerykański satelita telekomunikacyjny
1976: Marisat: pierwszy mobilny satelita telekomunikacyjny
Pierwszy satelita geosynchroniczny, Syncom 2 został wystrzelony przez Stany Zjednoczone 26 lipca 1963 roku. Sukces tej klasy satelitów sprawił, że antena satelitarna nie musiała już dłużej śledzić orbity satelity nadawczego ponieważ była ona geostacjonarna. Od tego momentu zwykli mieszkańcy mogli po jednorazowym ustawieniu używać zmodyfikowanych anten do odbioru programów telewizyjnych.

## Istoty żywe w przestrzeni kosmicznej

### Zwierzęta
Muszki owocówki wystrzelone przez USA w przejętych w 1946 roku niemieckich rakietach V2 były pierwszymi udokumentowanymi przypadkami wysłania zwierząt w kosmos w celach badawczych.
Pierwszym zwierzęciem wyniesionym na orbitę była suczka o imieniu Łajka, podróżująca w 1957 roku na pokładzie radzieckiego Sputnika 2. W wyniku stresu i przegrzania poniosła śmierć niedługo po osiągnięciu przez pojazd przestrzeni kosmicznej. W roku 1960 radzieckie psy Biełka i Striełka po udanym pobycie na orbicie bezpiecznie powróciły na Ziemię.
Przed wystrzeleniem pierwszego człowieka w kosmos amerykański program kosmiczny sprowadził z Afryki szympansy i wysłał przynajmniej dwa (Enos i Ham) w kosmos. Związek Radziecki wysłał w 1968 roku w ramach programu Zond żółwie, tym samym zostały one pierwszymi zwierzętami, które wykonały lot dookoła Księżyca.

### Człowiek
Pierwszym załogowym lotem kosmicznym była misja Wostok 1, w czasie której 27-letni kosmonauta Jurij Gagarin 12 kwietnia 1961 r. dokonał jednego okrążenia Ziemi w czasie 1 godziny 48 minut. Obecnie rocznica pierwszego załogowego lotu w kosmos jest obchodzona jako Dzień Kosmonautyki, a także Noc Jurija.
Dwadzieścia trzy dni później, w trakcie misji Freedom 7 w locie suborbitalnym wysokość 187 km osiągnął pierwszy amerykański astronauta Alan Shepard, a John Glenn 20 lutego 1962 roku w trakcie misji Friendship 7 dokonał trzech okrążeń Ziemi.
Walentina Tierieszkowa została pierwszą kobietą w kosmosie, biorąc udział w misji Wostok 6 16 czerwca 1963 roku.
Pierwszy lot z więcej niż jednym członkiem załogi odbył się 12 października 1964 roku statkiem Woschod 1 będącym zmodyfikowaną wersją pojazdu Wostok, w składzie: Władimir Komarow, Konstantin Fieoktistow oraz Boris Jegorow. Lot ten zaznaczył się w historii jako pierwszy, podczas którego załoga nie była ubrana w skafandry.
Pierwszą osobą, która odbyła spacer kosmiczny był Aleksiej Leonow z radzieckiego statku Woschod 2 wystrzelonego 18 marca 1965 roku. Misja omal nie skończyła się katastrofą, kiedy pod wpływem panującej w kosmosie próżni kombinezon Leonowa powiększył się do rozmiarów uniemożliwiających mu ponowne wejście do śluzy powietrznej statku.
Pierwszymi ludźmi, którzy wylądowali na Księżycu byli amerykańscy astronauci Neil Armstrong oraz Buzz Aldrin. Wystrzelono ich 16 lipca 1969 roku rakietą Saturn V. 21 lipca 1969 roku jako pierwsi ludzie stanęli na Księżycu. Neil Armstrong, po wyjściu na powierzchnię Księżycu, wypowiedział słynne zdanie: „To jest mały krok człowieka, ale wielki skok dla ludzkości”.

## Inne sukcesy

### Misje planetarne

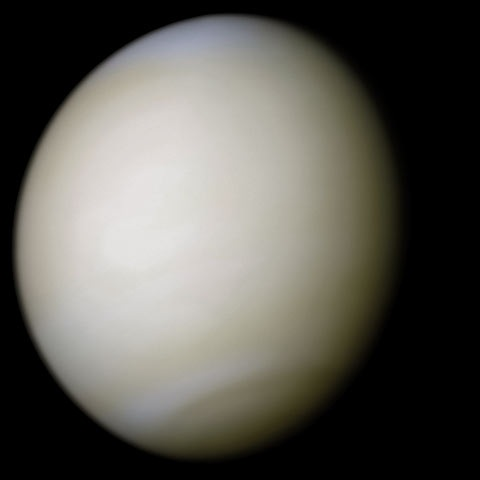
Wenus była pierwszą planetą miniętą przez statek kosmiczny 14 grudnia 1962 roku

Związek Radziecki jako pierwszy wysłał sondy planetarne w kierunku Wenus oraz Marsa w 1960 roku. Pierwszym statkiem kosmicznym, który minął Wenus był Mariner 2 wysłany 14 grudnia 1962 roku przez Stany Zjednoczone. Przesłał on zaskakujące dane o wysokiej temperaturze powierzchni oraz dużej gęstości atmosfery planety. Z powodu braku przyrządów fotograficznych odkrycia te nie skupiły uwagi opinii publicznej tak jak dokonały tego zdjęcia pochodzące od sond kosmicznych, rozszerzających możliwości teleskopów na powierzchni Ziemi.
Pierwszym pojazdem, który osiągnął powierzchnię Wenus i przesłał stamtąd dane, była wystrzelona w 1970 roku radziecka Wenera 7. Pierwsze zdjęcia z powierzchni innej planety zostały przesłane przez Wenerę 9. Obydwie sondy były częścią programu Wenera mającego na celu zbadanie drugiej planety Układu Słonecznego.
Amerykański Mariner 10, który przeleciał w 1974 roku obok Wenus podczas swojej podróży na Merkurego, do marca 2011 roku był jedynym statkiem, który zbliżył się do pierwszej planety naszego Układu Słonecznego.
Mariner 4, wystrzelony przez USA w 1965 roku, był natomiast pierwszą sondą, która minęła Marsa; podczas swojej misji przesłała zaskakujące zdjęcia. Pierwszym pojazdem, który osiągnął jego powierzchnię, był Mars 3, radziecki lądownik wysłany w 1971 roku. Z niewyjaśnionych dotąd przyczyn transmisja sygnału na Ziemię została przerwana zaledwie po 15 sekundach, w wyniku czego pierwsze zdjęcia powierzchni czerwonej planety zostały przesłane w 1976 roku przez próbniki amerykańskiego programu Viking.

### Wystrzelenia i dokowanie
Amerykańskie loty kosmiczne Gemini 7 oraz Gemini 6 zakończyły się pierwszym w historii spotkaniem na orbicie pomiędzy dwoma załogowymi statkami kosmicznymi 15 grudnia 1965 roku. Pojazdy zbliżyły się na odległość około metra i utrzymywały ten dystans przez następne kilka orbit.
Amerykański statek Gemini 8 wykonał pierwsze dokowanie na orbicie 16 marca 1966 roku. Pierwszy automatyczny manewr dokowania połączył radzieckie satelity Kosmos 186 i Kosmos 188 (dwa bezzałogowe statki Sojuz) 30 października 1967 roku.
Pierwsze wystrzelenie z powierzchni morza zostało wykonane przez USA 26 kwietnia 1967 roku. Pierwsza stacja kosmiczna, radziecka Salut 1 rozpoczęła działanie 7 czerwca 1971 roku.

## Chronologia wyścigu kosmicznego (1957-1975)
| Data                     | Znaczenie                                           | Państwo        | Nazwa misji               |
| ------------------------ | --------------------------------------------------- | -------------- | ------------------------- |
| 21 sierpnia 1957(dts)    | Międzykontynentalny pocisk balistyczny              | ZSRR           | R-7 Semyorka SS-6 Sapwood |
| 4 października 1957(dts) | Sztuczny satelita (orbita Ziemi)                    | ZSRR           | Sputnik 1                 |
| 3 listopada 1957(dts)    | Zwierzę na orbicie (pies)                           | ZSRR           | Sputnik 2                 |
| 31 stycznia 1958(dts)    | Wykrycie pasów Van Allena                           | USA-ABMA       | Explorer 1                |
| 18 grudnia 1958(dts)     | Satelita telekomunikacyjny                          | USA-ABMA       | Projekt SCORE             |
| 4 stycznia 1959(dts)     | Sztuczny satelita (orbita Słońca)                   | ZSRR           | Łuna 1                    |
| 17 lutego 1959(dts)      | Satelita meteorologiczny                            | USA-NASA (NRL) | Vanguard 2                |
| 25 czerwca 1959(dts)     | Satelita rozpoznawczy                               | USA-Air Force  | Discoverer 4              |
| 7 sierpnia 1959(dts)     | Zdjęcie Ziemi z przestrzeni kosmicznej              | USA-NASA       | Explorer 6                |
| 14 września 1959(dts)    | Sonda księżycowa                                    | ZSRR           | Łuna 2                    |
| 7 października 1959(dts) | Zdjęcie niewidocznej strony Księżyca                | ZSRR           | Łuna 3                    |
| 12 kwietnia 1961(dts)    | Człowiek w przestrzeni kosmicznej                   | ZSRR           | Wostok 1                  |
| 10 lipca 1962(dts)       | Aktywny satelita telekomunikacyjny                  | USA-AT&T       | Telstar 1                 |
| 29 września 1962(dts)    | Sztuczny satelita (bez udziału mocarstw światowych) | Kanada         | Alouette 1                |
| 16 czerwca 1963(dts)     | Kobieta na orbicie                                  | ZSRR           | Wostok 6                  |
| 26 lipca 1963(dts)       | Satelita geosynchroniczny                           | USA-NASA       | Syncom 2                  |
| 18 marca 1965(dts)       | Spacer kosmiczny                                    | ZSRR           | Woschod 2                 |
| 15 grudnia 1965(dts)     | Spotkanie na orbicie                                | USA-NASA       | Gemini 6A/Gemini 7        |
| 1 marca 1966(dts)        | Lądowanie sondy na innej planecie – Wenus           | ZSRR           | Wenera 3                  |
| 16 marca 1966(dts)       | Spotkanie na orbicie i dokowanie                    | USA-NASA       | Gemini 8                  |
| 14 grudnia 1968(dts)     | Załogowy lot okołoksiężycowy                        | USA-NASA       | Apollo 8                  |
| 20 lipca 1969(dts)       | Człowiek na Księżycu                                | USA-NASA       | Apollo 11                 |
| 23 kwietnia 1971(dts)    | Stacja kosmiczna                                    | ZSRR           | Salut 1                   |
| 14 listopada 1971(dts)   | Satelita na orbicie innej planety – Mars            | USA-NASA       | Mariner 9                 |
| 9 listopada 1972(dts)    | Geostacjonarny satelita telekomunikacyjny           | Kanada         | Anik A1                   |
| 15 lipca 1975(dts)       | Pierwsza wspólna misja USA-ZSRR                     | ZSRR USA-NASA  | Sojuz-Apollo              |

## Spuścizna

### Niedawne wydarzenia

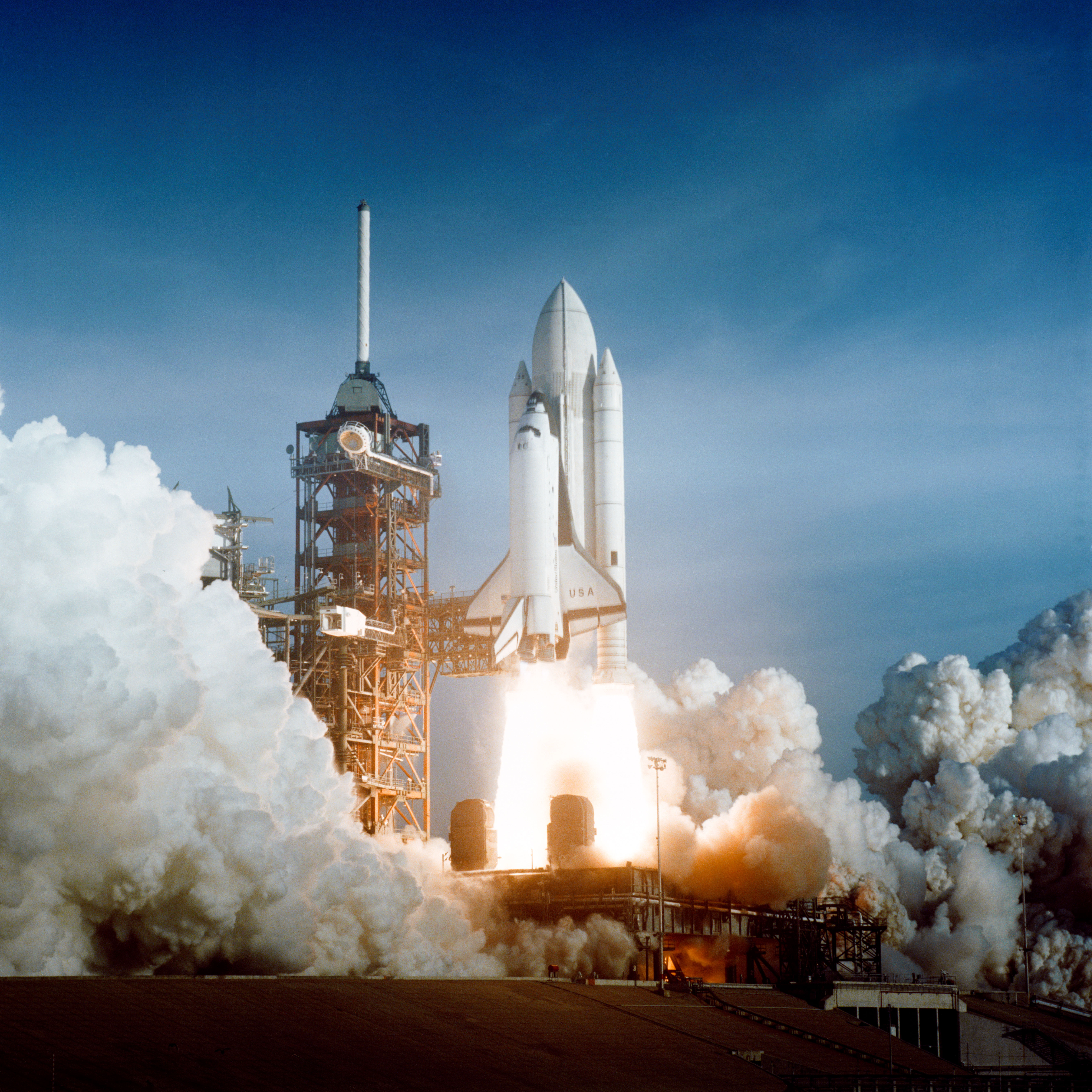
Prom kosmiczny Columbia kilka sekund po zapłonie silników, 1981 (NASA)

Pomimo że tempo wyścigu zmalało, eksploracja kosmosu trwała. W dwudziestą rocznicę lotu Gagarina 12 kwietnia 1981 roku Stany Zjednoczone wystrzeliły pierwszy prom kosmiczny wielokrotnego użytku. 15 listopada 1988 roku Związek Radziecki odpowiedział uruchomieniem programu wahadłowców Buran. Te oraz pozostałe narody kontynuowały wysyłanie sond, satelitów różnorakiego przeznaczenia oraz dużych teleskopów kosmicznych.
Możliwość zaistnienia drugiego międzynarodowego wyścigu kosmicznego pojawiła się pod koniec XX wieku, wraz z przejęciem przez Europejską Agencję Kosmiczną (ESA) inicjatywy w komercyjnych lotach wykorzystujących rakiety Ariane 4, a także rywalizując z NASA w bezzałogowej eksploracji kosmosu. Wysiłki zostały skoncentrowane na realizacji tak ambitnych planów, jak program Aurora, którego celem jest wysłanie załogowej misji na Marsa przed rokiem 2030 oraz wysłanie sztandarowych misji do osiągnięcia tego celu. Od momentu ogłoszenia przez prezydenta George’a Busha planów skonstruowania i wysłania załogowego pojazdu badawczego, Orion (zaplanowano kolejno: wznowienie lotów na Księżyc, a następnie lot na Marsa przed 2030 rokiem), priorytety dwóch głównych agencji kosmicznych pokrywają się. W realizacji programu ESA połączyła swoje siły wraz z Rosją, a termin startu ich wspólnego projektu Kliper, będącego odpowiednikiem amerykańskiego ZPB miał nastąpić w roku 2011 jednak został on anulowany w 2006 roku.
Inne kraje są również w stanie dołączyć do rywalizacji w eksploracji kosmosu – w największym stopniu Japonia, Chiny oraz Indie. Pomimo tego, że środki finansowe chińskiego programu kosmicznego nie są porównywalne do funduszy agencji ESA czy NASA, to zakończone pełnym sukcesem loty załogowe chińskiego kosmonauty w misjach Shenzhou 5 i Shenzhou 6 ujawniły wielki potencjał Chińskiej Republiki Ludowej w tej dziedzinie.

### Komercyjny wyścig kosmiczny
Na początku XXI stulecia pojawiła się możliwość zaistnienia nowego wyścigu kosmicznego – między firmami z sektora prywatnego. Wysiłki podejmowane w kwestii uruchomienia komercyjnych wycieczek na orbitę osiągnęły moment kulminacyjny 28 kwietnia 2001 roku wraz z lotem Dennisa Tito, pierwszej osoby opłacającej swój pobyt w przestrzeni kosmicznej, na pokładzie rosyjskiego Sojuza TM-32 do Międzynarodowej Stacji Kosmicznej. Ufundowanie Nagrody X Ansari znacząco wpłynęło na tempo wprowadzenia prywatnych firm do przemysłu kosmicznego, co przełożyło się w 2004 roku na informację od Brytyjczyka Richard Bransona o założeniu firmy Virgin Galactic, korzystającej z technologii SpaceShipOne do wyniesienia kosmicznych turystów na orbitę.

### NASA
- Arrows to the Moon. catalog.core.nasa.gov. [zarchiwizowane z tego adresu (2006-01-10)]. (ang.).
- Satelity telekomunikacyjne: tworzenie globalnej wioski (ang.)
- Skan listu Wernera Von Brauna do wiceprezydenta Johnsona, datowany na 29 kwietnia 1961 (ang.)

### Pozostałe
- Dlaczego ZSRR przegrało lądowanie na Księżycu? (ang.) Prawda, 2002-12-03
- Kosmiczny sen Polaka
- Wystawa wyścigu kosmicznego w National Air and Space Museum (ang.)
- Programy kosmiczne Mercury, Gemini i Apollo (ang.)
- Chronologia wyścigu na Księżyc 1960 – 1969 (ang.)
- Chronologia:wyścig kosmiczny (ang.)
- Cienie radzieckiej ery kosmicznej, Paul Lucas. strangehorizons.com. [zarchiwizowane z tego adresu (2007-02-12)]. (ang.).
- Ilustrowany wyścig kosmiczny (ang.)
- Wyścig kosmiczny. Czyli rywalizacja w podboju kosmosu między USA a ZSRR (pol.)
- Jeff Steers, Who won the space race?, kanał TED-Ed na YouTube, 14 sierpnia 2013 [dostęp 2024-08-30].